# Communauté de vallée
Au Trentin-Haut-Adige, une communauté de vallée (en italien : Comunità di valle) est une division de la province autonome de Trente.

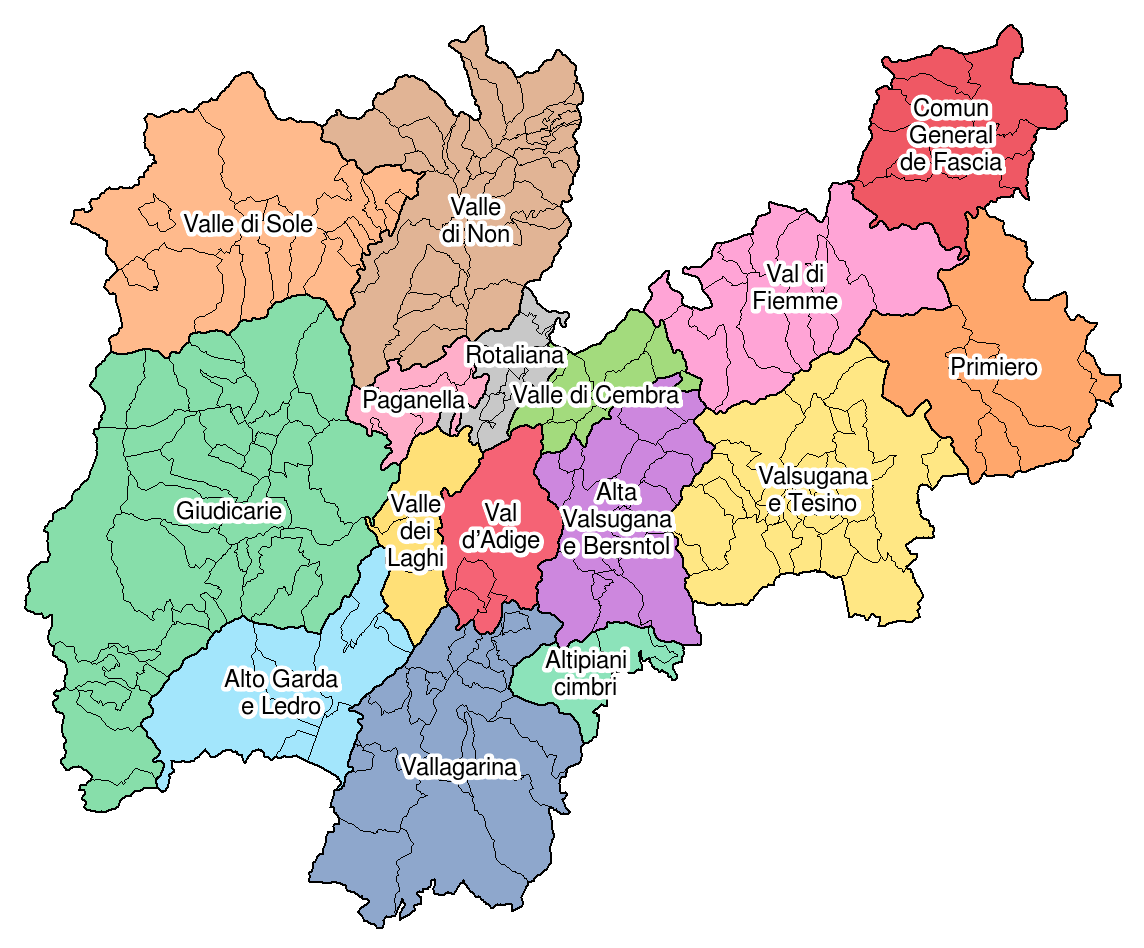
Carte des communautés des vallées

## Liste des communautés de vallée
| N°                                  | Nom                                       | Chef-lieu         | Communes | Superficie (km2) | Population (hab.) | Carte |
| ----------------------------------- | ----------------------------------------- | ----------------- | -------- | ---------------- | ----------------- | ----- |
| 1                                   | Comunità territoriale della Val di Fiemme | Cavalese          | 11       | 415,0            | 19825             |       |
| 2                                   | Comunità di Primiero                      | Tonadico          | 8        | 413,6            | 10012             |       |
| 3                                   | Comunità Valsugana e Tesino               | Borgo Valsugana   | 21       | 578,9            | 27235             |       |
| 4                                   | Comunità Alta Valsugana e Bersntol        | Pergine Valsugana | 18       | 359,9            | 52574             |       |
| 5                                   | Comunità della Valle di Cembra            | Faver             | 11       | 135,3            | 11259             |       |
| 6                                   | Comunità della Val di Non                 | Cles              | 38       | 596,7            | 39008             |       |
| 7                                   | Comunità della Valle di Sole              | Malè              | 14       | 609,4            | 15649             |       |
| 8                                   | Comunità delle Giudicarie                 | Tione di Trento   | 39       | 1176,5           | 37582             |       |
| 9                                   | Comunità Alto Garda e Ledro               | Riva del Garda    | 7        | 353,3            | 48061             |       |
| 10                                  | Comunità della Vallagarina                | Rovereto          | 17       | 622,6            | 87986             |       |
| 11                                  | Comun General de Fascia                   | Pozza di Fassa    | 7        | 318,1            | 9923              |       |
| 12                                  | Magnifica Comunità degli Altipiani cimbri | Lavarone          | 3        | 106,2            | 4523              |       |
| 13                                  | Comunità Rotaliana-Königsberg             | Mezzocorona       | 8        | 94,6             | 28793             |       |
| 14                                  | Comunità della Paganella                  | Andalo            | 5        | 97,3             | 4843              |       |
| 16                                  | Comunità della Valle dei Laghi            | Vezzano           | 6        | 139,6            | 10519             |       |
| Ensemble des communautés de vallées | Ensemble des communautés de vallées       | —                 | —        | —                | —                 | —     |
| 15                                  | Territorio Val d'Adige                    | —                 | 4        | 189,8            | 118718            | —     |
| Ensemble de la province             | Ensemble de la province                   | —                 | —        | 6206,9           | 526510            | —     |